# Míster Mundo 2019
Míster Mundo 2019 fue la 10.ª edición del certamen Míster Mundo correspondiente al año 2019. La final se llevó a cabo el 23 de agosto, en la Ciudad Quezón, Filipinas en el Smart Araneta Coliseum. Candidatos de 72 países y territorios autónomos compitieron por el título. Al final del evento Rohit Khandelwal, Míster Mundo 2016, de India, entregó el título a 
Jack Heslewood, de Inglaterra como su sucesor.
La gala final fue conducida por Megan Young, Miss Mundo 2013 de Filipinas.

## Resultados
| Resultado Final   | Concursante |
| ----------------- | --- |
| Mister Mundo 2019 | - Inglaterra – Jack Heslewood |
| 1.º Finalista     | - Sudáfrica – Fezile Mkhize |
| 2.º Finalista     | - México – Brian Arturo Faugier González |
| Top 5             | - Brasil – Carlos Wilton Teodoro Franco - República Dominicana – Alejandro Rafael Martínez |
| Top 12            | - Austria – Alberto Nodale - Filipinas – Jody Baines Tejano Saliba - Irlanda – Wayne Walsh - Irlanda del Norte – Adam Wayne Steenson - Líbano – Jean-Paul Bitar - Nepal – Akshay Jung Rayamajhi - Tonga – Mikaele Henry Ahomana |
| Top 29            | - Argentina – Leonardo Díaz Alincastro - Chile – Felipe Rojas Ramírez - China – Zhang Zhiyu - Estados Unidos – Andresito Germosen de la Cruz - Ghana – Bright Ofori - Indonesia – Radityo Wahyu Senoputro - Italia – Marco D'Elia - Kenia – Robert Cula Budi - Letonia – Edvīns Ločmelis - Mauricio – Alexandre Curpanen - Nigeria – Prince Nelson Enwerem - Países Bajos – Ashley Karym Peternella - Polonia – Robert Kapica - Puerto Rico – José Humberto Cotto Rodríguez - República Checa – Jakub Krauś - Rusia – Denis Pavlevich Khadyko - Venezuela – Jorge Eduardo Núñez Martínez |

### Ganadores Continentales
| Continente     | Concursante                                 |
| -------------- | ------------------------------------------- |
| Africa         | - Sudáfrica – Fezile Mkhize                 |
| Americas       | - México – Brian Arturo Faugier González    |
| Asia & Oceania | - Filipinas – Jody Baines Tejano Saliba     |
| Caribe         | - República Dominicana – Alejandro Martínez |
| Europa         | - Austria – Alberto Nodale                  |

## Eventos y retos (Fast-Track)
Cinco retos se llevaron a cabo a lo largo de la competencia, los ganadores de estos entraron directamente al top la noche final mientras el resto completó el Top 29. Dichos eventos fueron:
- Talento.
- Deportes.
- Deportes Extremos.
- Top Model.
- Multimedia.

### Talento
| Posición | Concursante                                                            |
| Ganador  | - Tonga – Mikaele Henry Ahomana                                        |
| Top 3    | - Inglaterra – Jack Heslewood - Países Bajos – Ashley Karym Peternella |
| Top 5    | - Indonesia – Radityo Wahyu - Nigeria – Prince Nelson Enwerem          |

### Deportes
| Resultado     | Concursante                          |
| ------------- | ------------------------------------ |
| Ganador       | Sudáfrica – Fezile Mkhize            |
| 1°. Finalista | Colombia – Daniel Castrillon         |
| 2°. Finalista | Irlanda – Wayne Walsh                |
| 3°. Finalista | Kenia – Robert Cula Budi             |
| Natacion      | Argentina – Leonardo Díaz Alincastro |
| Basketball    | Inglaterra – Jack Heslewood          |
| Shuttlerun    | Perú – Jano Carper                   |

### Deportes Extremos
| Poscicón | Concursante                                                                         |
| Ganador  | - Irlanda – Wayne Walsh                                                             |
| Top 4    | - Austria – Alberto Nodale - Colombia – Daniel Castrillon - Filipinas – Jody Saliba |

### Equipos
| Equipo       | Equipo Rojo | Equipo Verde | Equipo Amarillo | Equipo Azul |
| ------------ | --- | --- | --- | --- |
| Concursantes | - Alberto Nodale - Makala Nganda Courtez - Alessandro Coward - Felipe Rojas Ramírez - Daniel Castrillón - Naim Jassir Pieter               | - Jakub Krauś - David Pivaral - Jack Heslewood - Joselayt Ebana Miko - Luigy Manyri - Wayne Walsh                                                                    | - Robert Cula Budi - Owen Hawel - Alexandre Curpanen - Ashley Karym Peternella - Alberto Magno Silva Romero - Jano Carper                                                                              | - Learie Hall - Fezile Mkhize - Daniel Torres Moreno - Anakin Nontiprasit - Mikaele Henry Ahomana - Jorge Eduardo Núñez Martínez                           |
| Reserva      | - Grigor Vardanyan - Mahadi Hasan Fahim | - Daniel Andrés Vallejo Arauz - Tino Kantonen | - Daryl Azzopardi - Prince Nelson Enwerem | - Manoj Suranga de Silva - Andresito Germosen dela Cruz |
| Natación     | - Leonardo Díaz Alincastro - Jonathan Berry                                                                                                | - Thomas Tzekos - Kenta Nagai | - José Antonio Vallejos Pérez - Algis González | - Jody Baines Tejano Saliba - Robert Kapica |
| Otros        | - Pascoal Jorge André - Darko Milović - Carlos Wilton Teodoro Franco - Oliver Staykov - Somkhan Ou - Zhang Zhiyu - Daniel Esquivel Navarro | - Alejandro Martínez - Henri Keskküla - Bright Ofori - Moises Darío Paredes Alvarado - Vishnu Raj Menon - Radityo Wahyu Senoputro - Marco D'Elia - Adilbek Nurakayev | - Na Gi-wook - Daniel Begaliev - Edvīns Ločmelis - Jean-Paul Bitar - Yong Kian Yik - Brian Arturo Faugier González - Nemanja Kaludjerović - Sai Kaung Min Htet - Akshay Jung Rayamajhi - Adam Steenson | - José Humberto Cotto Rodríguez - Denis Pavlevich Khadyko - Makalio Junior Matalio Alai - Nikola Boćanin - Mohamed Kamanoh - Hugo Ong Jun Hui - Deng Aguer |

### Top Model
| Posición | Concursante |
| Ganador  | - México – Brian Arturo Faugier González |
| Top 5    | - Filipinas – Jody Baines Tejano Saliba - Inglaterra – Jack Heslewood - República Dominicana – Alejandro Martínez - Venezuela – Jorge Eduardo Núñez Martínez |
| Top 25   | - Angola – Pascoal Jorge André - Argentina – Leonardo Díaz Alincastro - Austria – Alberto Nodale - Bosnia y Herzegovina – Darko Milović - Brasil – Carlos Wilton Teodoro Franco - Camboya – Somkhan Ou - Canadá – Alessandro Coward - Chile – Felipe Rojas Ramírez - China – Zhang Zhiyu - Colombia – Daniel Castrillón - España – Daniel Torres Moreno - Irlanda del Norte – Adam Steenson - Italia – Marco D'Elia - Líbano – Jean-Paul Bitar - Mauricio – Alexandre Curpanen - Polonia – Robert Kapica - República Checa – Jakub Krauś - Sierra Leona – Mohamed Kamanoh - Sudáfrica – Fezile Mkhize - Tailandia – Anakin Nontiprasit |

### Multimedia
| Posición      | Concursante                   |
| Ganador       | Nepal – Akshay Jung Rayamajhi |
| 1.° Finalista | Austria – Alberto Nodale      |
| 2.° Finalista | India – Vishnu Raj Menon      |

### Premios Especiales
| Premio                  | Concursante                              |
| ----------------------- | ---------------------------------------- |
| Mr. Fotogenico          | - México – Brian Arturo Faugier González |
| Mejor en Barong Tagalog | - Inglaterra – Jack Heslewood            |

## Relevancia histórica delMíster Mundo 2019
- Inglaterra gana el título de Míster Mundo por primera vez.
- Sudáfrica obtiene por primera vez el puesto de Primer Finalista y 5 años después gana  Míster Supranational 2024
- México obtiene por tercera vez consecutiva el puesto de Segundo Finalista; Anteriormente en 2014 y 2016.
- Sudáfrica y República Dominicana clasifican por primera vez a la ronda de finalistas, alcanzando su posición más alta en el concurso.
- Inglaterra clasifica por cuarto año consecutivo.
- México y Puerto Rico  clasifican por tercer año consecutivo.
- Brasil, China, Kenya y Polonia clasifican por segundo año consecutivo.
- Chile, Ghana, Indonesia, Italia,   Tonga, Mauricio, Nepal, República Dominicana y Rusia clasifican por primera vez.
- Países Bajos y Nigeria clasificaron por última vez en 2014.
- Filipinas, Irlanda y Líbano clasificaron por última vez en 2012.
- Irlanda del Norte, República Checa y Venezuela clasificaron por última vez en 2010.
- Austria y Sudáfrica clasificaron por última vez en 2007.
- Estados Unidos y  Argentina clasificaron por última vez en el 2000.
- Letonia clasificó por última vez en 1998.
- India rompe una racha de clasificaciones que mantenía desde 2014.

## Candidatos
72 candidatos compitieron por el título de Míster Mundo 2019:
(En la tabla se utiliza su nombre completo, los sobrenombres van entrecomillados y los apellidos utilizados como nombre artístico, entre paréntesis; fuera de ella se utilizan sus nombres «artísticos» o simplificados)
| País/Territorio      | Candidato                       | Edad | Estatura        | Ciudad de origen      |
| -------------------- | ------------------------------- | ---- | --------------- | --------------------- |
| Angola               | Pascoal Jorge André             | 21   | 1,85 m (6′ 1″)  | Luanda                |
| Argentina            | Leonardo Díaz Alincastro        | 27   | 1,81 m (5′ 11″) | San Salvador de Jujuy |
| Armenia              | Grigor Vardanyan                | 26   | 1,80 m (5′ 11″) | Ashtarak              |
| Australia            | Jonathan Berry                  | 24   | 1,84 m (6′ 0″)  | Melbourne             |
| Austria              | Alberto Nodale                  | 28   | 1,78 m (5′ 10″) | Viena                 |
| Bangladés            | Mahadi Hasan Fahim              | 22   | 1,80 m (5′ 11″) | Chittagong            |
| Bosnia y Herzegovina | Darko Milovi                    | 18   | 1,91 m (6′ 3″)  | Foča                  |
| Brasil               | Carlos Wilton Teodoro Franco    | 27   | 1,90 m (6′ 3″)  | Araras                |
| Bulgaria             | Oliver Staykov                  | 28   | 1,95 m (6′ 5″)  | Sofia                 |
| Camboya              | Somkhan Ou                      | 24   | 1,82 m (6′ 0″)  | Kampong Chhnang       |
| Camerún              | Makala Nganda Courtez           | 25   | 1,94 m (6′ 4″)  | Buea                  |
| Canadá               | Alessandro Coward               | 21   | 1,88 m (6′ 2″)  | Vancouver             |
| Chile                | Felipe Andrés Rojas Ramírez     | 24   | 1,91 m (6′ 3″)  | Calama                |
| China                | Zhang Zhiyu                     | 19   | 1,90 m (6′ 3″)  | Jinan                 |
| Colombia             | Daniel Castrillón               | 23   | 1,85 m (6′ 1″)  | Medellín              |
| Corea del Sur        | Na Gi-wook                      | 27   | 1,82 m (6′ 0″)  | Incheon               |
| Costa Rica           | Daniel Esquivel Navarro         | 25   | 1,72 m (5′ 8″)  | Sarchí                |
| Curazao              | Naim Jassir Pieter              | 25   | 1,86 m (6′ 1″)  | Willemstad            |
| Ecuador              | Daniel Andrés Vallejo Arauz     | 25   | 1,82 m (6′ 0″)  | Manta                 |
| El Salvador          | David Pivaral                   | 27   | 1,80 m (5′ 11″) | San Salvador          |
| España               | Daniel Torres Moreno            | 29   | 1,90 m (6′ 3″)  | Málaga                |
| Estados Unidos       | Andresito Germosen De La Cruz   | 23   | 1,76 m (5′ 9″)  | Nueva York            |
| Estonia              | Henri Keskküla                  | 21   | 1,76 m (5′ 9″)  | Rapla                 |
| Filipinas            | Jody Baines Tejano Saliba       | 26   | 1,78 m (5′ 10″) | Olongapo              |
| Finlandia            | Tino Kantonen                   | 21   | 1,80 m (5′ 11″) | Turku                 |
| Ghana                | Bright Ofori                    | 21   | 1,88 m (6′ 2″)  | Koforidua             |
| Grecia               | Thomas Tzekos                   | 19   | 1,86 m (6′ 1″)  | Athens                |
| Guadalupe            | Luigy Manyri                    | 27   | 1,81 m (5′ 11″) | Les Abymes            |
| Guinea Ecuatorial    | Joselayt Ebana Miko             | 20   | 1,83 m (6′ 0″)  | Mongomo               |
| Honduras             | Moises Darío Paredes Alvarado   | 25   | 1,78 m (5′ 10″) | Quimistán             |
| India                | Vishnu Raj Menon                | 26   | 1,84 m (6′ 0″)  | Thrissur              |
| Indonesia            | Radityo Wahyu Senoputro         | 21   | 1,74 m (5′ 9″)  | Bandung               |
| Inglaterra           | Jack Anthony Heslewood          | 27   | 1,91 m (6′ 3″)  | Hertfordshire         |
| Irlanda              | Wayne Walsh                     | 28   | 1,87 m (6′ 2″)  | Galway                |
| Irlanda del Norte    | Adam Wayne Steenson             | 24   | 1,81 m (5′ 11″) | Portadown             |
| Italia               | Marco D'Elia                    | 22   | 1,87 m (6′ 2″)  | Peschiera del Garda   |
| Japón                | Kenta Nagai                     | 26   | 1,85 m (6′ 1″)  | Fukuoka               |
| Kazajistán           | Adilbek Nurakayev               | 21   | 1,88 m (6′ 2″)  | Almaty                |
| Kenia                | Robert Cula Budi                | 28   | 1,75 m (5′ 9″)  | Nairobi               |
| Kirguistán           | Daniel Begaliev                 | 29   | 1,80 m (5′ 11″) | Osh                   |
| Letonia              | Edvīns Ločmelis                 | 29   | 1,87 m (6′ 2″)  | Gulbene               |
| Líbano               | Jean-Paul Bitar                 | 32   | 1,83 m (6′ 0″)  | Beirut                |
| Luxemburgo           | Owen Hawel                      | 19   | 1,83 m (6′ 0″)  | Luxemburgo            |
| Malasia              | Yong Kian Yik                   | 26   | 1,91 m (6′ 3″)  | Kuala Lumpur          |
| Malta                | Daryl Azzopardi                 | 23   | 1,85 m (6′ 1″)  | Swatar                |
| Mauricio             | Alexandre Curpanen              | 21   | 1,82 m (6′ 0″)  | Grand Gaube           |
| México               | Brian Arturo Faugier González   | 25   | 1,90 m (6′ 3″)  | Abasolo               |
| Montenegro           | Nemanja Kaludjerović            | 30   | 1,89 m (6′ 2″)  | Podgorica             |
| Myanmar              | Sai Kaung Min Htet              | 21   | 1,83 m (6′ 0″)  | Tachileik             |
| Nepal                | Akshay Jung Rayamajhi           | 23   | 1,80 m (5′ 11″) | Katmandú              |
| Nicaragua            | José Antonio Vallejos Pérez     | 23   | 1,83 m (6′ 0″)  | León                  |
| Nigeria              | Prince Nelson Enwerem           | 23   | 1,83 m (6′ 0″)  | Calabar               |
| Países Bajos         | Ashley Karym Peternella         | 27   | 1,88 m (6′ 2″)  | Ámsterdam             |
| Panamá               | Algis Guillermo González Medina | 30   | 1,86 m (6′ 1″)  | Las Tablas            |
| Paraguay             | Alberto Magno Silva Romero      | 26   | 1,83 m (6′ 0″)  | Villeta               |
| Perú                 | Jano Carper                     | 26   | 1,78 m (5′ 10″) | Lima                  |
| Polonia              | Robert Kapica                   | 23   | 1,88 m (6′ 2″)  | Mstów                 |
| Puerto Rico          | José Humberto Cotto Rodríguez   | 24   | 1,88 m (6′ 2″)  | Río Grande            |
| República Checa      | Jakub Krauś                     | 29   | 1,86 m (6′ 1″)  | Liberec               |
| República Dominicana | Alejandro Rafael Martínez       | 26   | 1,90 m (6′ 3″)  | Salcedo               |
| Rusia                | Denis Pavlevich Khadyko         | 26   | 1,98 m (6′ 6″)  | Sudak                 |
| Samoa                | Makalio Junior Matalio Alai     | 20   | 1,83 m (6′ 0″)  | Apia                  |
| San Martín           | Learie Hall                     | 23   | 1,78 m (5′ 10″) | Philipsburg           |
| Serbia               | Nikola Boćanin                  | 20   | 1,88 m (6′ 2″)  | Vrnjačka Banja        |
| Sierra Leona         | Mohamed Kamanoh                 | 22   | 1,78 m (5′ 10″) | Waterloo              |
| Singapur             | Hugo Ong Jun Hui                | 22   | 1,93 m (6′ 4″)  | Singapore             |
| Sri Lanka            | Manoj Suranga de Silva          | 26   | 1,78 m (5′ 10″) | Colombo               |
| Sudáfrica            | Fezile Mkhize                   | 28   | 1,83 m (6′ 0″)  | Bloemfontein          |
| Sudán del Sur        | Deng Aguer Dunga                | 26   | 1,87 m (6′ 2″)  | Juba                  |
| Tailandia            | Anakin Nontiprasit              | 20   | 1,80 m (5′ 11″) | Maha Sarakham         |
| Tonga                | Mikaele Henry Ahomana           | 24   | 1,75 m (5′ 9″)  | Nukuʻalofa            |
| Venezuela            | Jorge Eduardo Núñez Martínez    | 24   | 1,86 m (6′ 1″)  | Cabimas               |

## Datos acerca de los delegados
Algunos de los delegados de Míster Mundo 2019 han participado, o participarán, en otros certámenes internacionales de importancia:
- Jack Heslewood (Inglaterra) fue semifinalista en Manhunt Internacional 2018. El es hermano menor de Kirsty Heslewood, Miss Mundo Inglaterra y semifinalista en Miss Mundo 2013.
- Edvīns Ločmelis (Letonia) participó sin éxito en Míster Internacional 2011.
- Jakub Krauś (República Checa) fue finalista en Mister Internacional 2015.
- Daniel Torres Moreno (España) fue semifinalista en Mister Internacional 2016.
- Brian Arturo Faugier (México) fue semifinalista en en:Mister International 2024.
- Alejandro Martinez (República Dominicana) fue finalista en Míster Universal Ambassador 2016.
- Marco D'Elia (Italia) fue primer Finalista en Mister Model Internacional 2018.
- Ashley Karym Peternella (Países Bajos) fue tercer Finalista en Mister Gay World.

## Sobre los países de Míster Mundo 2019

### Naciones que debutan en la competencia
- Armenia
- Bangladés
- Camboya
- Camerún
- Ecuador
- Finlandia
- Guinea Ecuatorial
- Mauricio
- Myanmar
- San Martín
- Samoa
- Sierra Leona
- Sudán del Sur
- Tonga

### Naciones ausentes (en relación con la edición anterior)
- Alemania
- Bolivia
- Dinamarca
- Escocia
- Francia
- Gales
- Moldavia
- Rumania
- Suecia
- Suiza
- Vietnam

### Naciones que regresan a la competencia
Compitió por última vez en 1996:
- Estonia

Compitió por última vez en 2007:
- Chile

Compitieron por última vez en  2010:
- Angola
- Indonesia
- Kazajistán
- Montenegro
- Serbia
- Tailandia

Compitieron por última vez en 2012
- Bosnia y Herzegovina
- Luxemburgo
- República Checa
- Singapur

Compitieron por última vez en 2014:
- Australia
- Colombia
- Letonia
- Líbano
- Países Bajos
- Paraguay
- República Dominicana
- Rusia
- Venezuela